# John Collins (gitarist)
John Elbert Collins (Montgomery, 20 september 1913 - Los Angeles, 4 oktober 2001) was een Amerikaanse jazzgitarist.

## Biografie
John Collins had als kind les bij zijn moeder Georgia Gorham, die bandleider en pianiste was. Hij deed zijn eerste ervaring op als professionele muzikant in 1932-1935 in het orkest van zijn moeder, vervolgens bij Art Tatum in Chicago (1935) en Roy Eldridge (1936-1939). In 1940 verhuisde hij naar New York, waar hij samenwerkte met Benny Carter, Billie Holiday, Lester Young, Dizzy Gillespie en Fletcher Henderson. Na zijn dienst in het Amerikaanse leger (1942-1946) werkte hij in New York in Slam Stewart's kwartet (1946-1948), met wie hij in mei 1948 deelnam aan het Jazz Festival in Parijs en met Erroll Garner. Hij speelde vervolgens in het trio van Billy Taylor in 1949-1951 en in 1951 met Nat King Cole, met wie hij Europa bezocht in 1954 en 1960. In 1961 was hij betrokken bij het album Further Definitions van Benny Carter. Eind jaren 1960 werkte hij voor Bobby Troup. In 1983 toerde hij door Europa met zijn eigen trio. In 1988 begeleidde hij Carmen McRae. In de jaren 1990 verscheen Collins af en toe in Los Angeles, maar was vooral actief als muziekpedagoog.
Beïnvloed door Charlie Christian was Collins naast Tal Farlow, Barney Kessel en Irving Ashby de belangrijkste gitarist van de bop. In 1947 ontving hij de Esquire Star Award, later ontving hij de prijs van de Los Angeles Jazz Society. Hij is te horen op opnamen van Ray Brown, Kenny Clarke, Tadd Dameron, Ella Fitzgerald, Louis Jordan, Fats Navarro, Ike Quebec, Art Tatum, Sarah Vaughan, Joe Williams en Zoot Sims.